# Slovenija-transplant
Slovenija-transplant (ST) ali Zavod Republike Slovenije za presaditve organov in tkiv, delujoč pod okriljem ministrstva za zdravje, je osrednja povezovalna ustanova v državni transplantacijski mreži Republike Slovenije in opravlja naslednje naloge:
- pospeševanje transplantacijskega programa, vključno s pridobivanjem organov in tkiv;
- koordinacija transplantacijske dejavnosti na nacionalni in mednarodni ravni;
- nadzor nad izvajanjem vseh aktivnosti na področju transplantacijske dejavnosti v Republiki Sloveniji.

Uradno je začel delovati 15. februarja 2002. Nacionalna transplantacijska mreža Republike Slovenije je del mednarodne transplantacijske mreže Eurotransplant, katere članice so še Belgija, Nizozemska, Luksemburg, Avstrija, Nemčija in Hrvaška. Sedež Eurotransplanta, ki združuje območje s 124 milijoni prebivalcev, je v Leidnu na Nizozemskem.
Slovenija-transplant je bil ustanovljen na pobudo zdravnice Jasne Vončina. Ta je bila za prispevek pri ustanavljanju sistema Slovenija-transplanta in mednarodno sodelovanje na področju transplantacijske dejavnosti leta 2009 odlikovana z redom za zasluge.